# Herencia digénica
La herencia digénica es aquella en la que es necesaria la mutación en 2 genes diferentes para provocar una enfermedad o fenotipo determinado. Ello se debe a que las proteínas codificadas por estos genes están relacionadas funcionalmente. Existen diversos tipos de interacción posibles entre los genes que determinan la aparición de la enfermedad, su gravedad, o la edad a la que aparece. En ciertos casos se puede considerar un locus principal y otro modificador, o bien pueden ser ambos igualmente importantes para el desarrollo de la enfermedad. Por lo tanto la herencia digénica es aquella que necesita la interacción entre 2 genes diferentes para la expresión de un fenotipo.
El término epistasia puede utilizarse para describir algunas formas de herencia digénica, pero hace referencia a una serie de interacciones entre genes más amplias. No debe confundirse la herencia digénica con la herencia recesiva, en la herencia digénica es precisa la mutación de 2 genes para provocar una enfermedad o característica, mientras que en la herencia recesiva deben estar mutados los 2 alelos de un mismo gen para provocar la característica o enfermedad heredada.

## Enfermedades con herencia digénica
- Distrofia muscular facioescapulohumeral tipo 2 (FSHD2). Los genes responsables de la enfermedad son DUX4 (en el cromosoma 4, codificado en la región de microsatélites D4Z4) y SMCHD1 (en el cromosoma 18). SMCHD1 codifica una proteína de mantenimiento estructural de los cromosomas. Su mutación reduce los niveles de metilación en D4Z4, permitiendo que se exprese su versión mutada.[3][4]

- Otras enfermedades

| Enfermedad                              | Gen 1     | Gen 2      |
| --------------------------------------- | --------- | ---------- |
| Distrofia muscular facioescapulohumeral | DUX4/4q   | SMCHD1/18p |
| Síndrome del QT largo                   | KCNH2/7q  | KCNQ1/11p  |
| Síndrome nefrótico                      | NPHS1/19q | NPHS2/1q   |
| Parkinson                               | PARK7/1p  | PINK1/1p   |
| Retinitis pigmentosa                    | PRPH2/6p  | ROM1/11q   |
| Hemocromatosis                          | HFE/6p    | HAMP/19q   |
| Enfermedad de Hirschsprung              | RET/10q   | EDNRB/13q  |
| Albinismo oculocutáneo                  | TYR/11q   | OCA2/15q   |
| Enfermedad poliquística renal           | PKD1/16p  | PKD2/4q    |
| Síndrome de Axenfeld-Rieger             | PITX2/4q  | FOXC1/6p   |